# Kerekes Árpád
Kerekes Árpád, olykor Kohn-Kerekes, illetve Kohn Kerekes (Losonc, 1896. november 20. – Budapest, 1919. december 29.) vasesztergályos, pártmunkás, Szamuely Tibor halálvonatának állandó tagja.

## Élete

### A kommünig
18 évesen besorozták; Pólába vitték el, ahol kiképezték. A cattarói matrózlázadás idején a lázadók iránti szimpátiájának adott hangot, s emiatt kényszermunkára ítélték. Az őszirózsás forradalom alatt kiszabadították, s szüleihez ment Losoncra. Itt jelentkezett a Nemzeti Tanácsnál: polgárőr lett, ám nem sokáig maradt szülővárosában, hamarosan Budapestre ment, ahol 1918 végén belépett a KMP-be. A Vörös Ujság szerkesztőségének feldúlása után a KMP szervezte védőgárda tagja volt. A Magyarországi Tanácsköztársaság (1919. március 21. – 1919. augusztus 1.) alatt a Lenin-fiúk karhatalmi különítmény tagja volt, s a 133 nap alatt elkövetett kegyetlenkedései tették hírhedtté. Feladata az ellenforradalmi megmozdulások leverése, a megtorlás volt. Időközben képezte magát; rendszeresen olvasta a Közoktatásügyi Népbiztosság politikai írásait.

### A proletárdikatúra után
Mint Szamuely főhóhérját, már a bukás napján letartóztatták a Batthyány-palotában (akkor Kun-Vágó laktanya), augusztus 29-én pedig elszállították a Margit körúti fogházba. Tárgyalását két társával, Sturcz Károllyal és Kovács Lajossal együtt tartották. A korabeli sajtó erről így írt:
„Kohn-Kerekes Árpádot kérdezi ki a biróság, a Szamuely-vonat utirányai felől. A főhóhér értelmesen, messze hallható hangon mondja el, merre jártak. Szolnok, Cegléd, Sopron, Kapuvár, Röjtök. Csorna ismét Sopron, egy-egy állomás, amely derék magyar emberek életét kivánta áldozatul és özveggyé és árvákká tett embereket, mert Szamuely vérszomja vért, vért, minél több vért követelt.” Korvin Ottó, a Belügyi Népbiztosság Politikai Nyomozó Osztályának egykori vezetője 1919. december 17-én Kerekesről az alábbiakat írta börtönnaplójába: „Kohn-Kerekes Árpádot, kit szintén halálra fognak ítélni, én nem tartom bűnösnek.” A budapesti büntetőtörvényszék 1919. december 20-án 18 rendbeli gyilkosság és 3 rendbeli rablás bűntette címén halálra ítélte. Kivégzése napján Kerekes levelében gyilkosságairól a következőket írta: „...mindent Szamuely Tibor parancsára tettem. A kegyetlenkedésről szóló vád[ból], amit ellenünk emeltek a tárgyaláson, semmi sem igaz, ezt nyugodt és tiszta lelkiismeretemmel mondom utolsó órámban. Mert pediglen befejezve tiszta és nyugodt lelkiismerettel, megyek a csöndes otthonba, mert tudom, hogy azt nem magamnak tettem, hanem úgy gondolva, jót teszek a felszabaduló munkásságnak evvel... Éljen a Proletár Diktatúra!”

## Emlékezete
1970 és 1989 között Budapesten a XXII. kerületben iskola viselte a nevét.

## Kapcsolódó szócikk
- Vörösterror